# Luca Marchegiani
Luca Marchegiani (Ancona, 22 febbraio 1966) è un dirigente sportivo ed ex calciatore italiano, di ruolo portiere, vicecampione del mondo con la nazionale italiana nel 1994.
Annoverato tra i migliori estremi difensori degli anni 1990, si afferma nel Torino, con cui debutta in Serie A e conquista i primi titoli (una Coppa Mitropa e una Coppa Italia); nel 1993 si trasferisce alla Lazio, militandovi per dieci stagioni e ampliando il proprio palmarès con numerosi trofei: due Coppe Italia, due Supercoppe italiane, una Coppa delle Coppe, una Supercoppa UEFA e uno scudetto. Si ritira dall'attività agonistica nel 2005, a 39 anni, dopo aver difeso per un biennio la porta del Chievo.
Con la nazionale italiana ha preso parte come secondo portiere al campionato del mondo 1994, scendendo in campo in tre occasioni; in maglia azzurra ha totalizzato 9 presenze, tutte durante la gestione di Arrigo Sacchi, subendo 7 gol.
Nella stagione 1997-1998 è rimasto imbattuto per 745 minuti consecutivi, stabilendo in tal modo la più lunga striscia di inviolabilità nella storia della Lazio; con 339 partite disputate, è inoltre l'estremo difensore con più presenze nelle file dei biancocelesti.

## Caratteristiche tecniche
Specialista nelle uscite alte, gesto tecnico in cui era considerato tra i più bravi in assoluto, Marchegiani era un portiere tecnicamente completo e capace di infondere sicurezza nel reparto arretrato; non essendo particolarmente dotato sul piano atletico, aveva uno stile di gioco essenziale e sobrio – simile a quello di Dino Zoff e Giovanni Galli, suoi punti di riferimento –, improntato su senso della posizione e continuità di rendimento. Di carattere introverso ma deciso, era inoltre avvezzo a parare i calci di rigore: in Serie A neutralizzò 17 rigori su 64, un risultato superato dai soli Samir Handanovič, Gianluca Pagliuca e Andrea Consigli; nella stagione 2003-2004 ne respinse 5, eguagliando un record stabilito da Giuseppe Moro e Renato Gandolfi, e successivamente battuto da Handanovič.
Pur essendo stato, in virtù della sua ottima visione di gioco, uno dei precursori italiani del ruolo di sweeper-keeper nella difesa a zona, non era molto abile col pallone tra i piedi: stentò dunque ad adattarsi alle innovazioni regolamentari dei primi anni 1990, che resero questa caratteristica imprescindibile anche per i portieri; nonostante i graduali miglioramenti mostrati nelle stagioni successive, la poca predisposizione in tal senso fu il principale ostacolo alla sua affermazione come numero uno della nazionale italiana.
È stato soprannominato Il Conte per la professionalità e la signorilità dimostrate nel corso della sua carriera.

## Carriera

### Club

#### Jesi, Brescia, Torino

Marchegiani agli esordi nello Jesi

Dopo aver giocato nei primi anni della carriera nelle divisioni inferiori con la maglia dello Jesi, passa nel 1987 al Brescia, facendo l'esordio in Serie B il 13 dicembre 1987 in Modena-Brescia (4-3). Nel settembre successivo viene ceduto al Torino.
Guidato dal preparatore dei portieri Lido Vieri, che dà un importante contributo alla maturazione del giocatore, Marchegiani perfeziona le proprie abilità tecniche e diventa titolare. Con il Torino disputa la Coppa UEFA 1991-1992, dove gioca tutti i 12 incontri della sua squadra, fino alla doppia finale contro l'Ajax, persa per la regola dei gol in trasferta (2-2 all'andata a Torino, 0-0 nel ritorno di Amsterdam). L'ottima stagione 1991-1992, che vede in Marchegiani il miglior portiere del campionato, gli vale l'esordio in nazionale.
Nell'annata successiva, pur accusando un calo di rendimento, conquista la Coppa Italia superando nella doppia finale la Roma: stavolta la regola dei gol in trasferta arride ai granata, che, dopo aver superato i giallorossi per 3-0 sul proprio campo, vengono sconfitti per 5-2 sul terreno dell'Olimpico, potendo così fregiarsi della loro quinta Coppa Italia.

#### Lazio
Si trasferisce alla Lazio nell'estate del 1993 per 13 miliardi di lire ed è il portiere titolare per sette campionati. Il club romano costruisce il ciclo vincente di fine anni novanta anche su una difesa solida che trova nel portiere un elemento di costante rendimento.
Esordisce con i biancocelesti il 29 agosto 1993 contro il Foggia. Durante la prima stagione, in cui la Lazio è allenata da Dino Zoff, disputa tutti gli incontri ufficiali sia in campionato che nelle coppe. La stagione 1994-1995 vede l’arrivo sulla panchina della Lazio di Zdeněk Zeman, allenatore che predilige una difesa più distante dalla porta. La Lazio conclude la stagione al secondo posto insieme al Parma, mentre nelle coppe raggiunge le semifinali di Coppa Italia e i quarti di Coppa UEFA. La stagione successiva vede la squadra finire al terzo posto insieme alla Fiorentina. Il 29 ottobre 1995, durante Lazio-Juventus 4-0, Marchegiani sul finire del primo tempo subisce un infortunio al ginocchio sinistro che lo terrà fuori fino a metà gennaio.

Marchegiani, nell'occasione capitano della Lazio, mostra ai tifosi la Supercoppa italiana 1998.

La stagione 1996-1997 vede la Lazio partire male e riprendersi solo nel girone di ritorno con il ritorno in panchina di Zoff, concludendo la stagione al quarto posto. L'anno successivo, con l’arrivo del nuovo tecnico Sven-Göran Eriksson, arriva il primo trofeo in biancoceleste, la Coppa Italia 1997-1998 vinta contro il Milan; la Lazio perde invece la finale di Coppa UEFA contro l'Inter. Da capitano – complice l'infortunio subito da Alessandro Nesta due mesi prima, ai Mondiali –, Marchegiani solleva al cielo la Supercoppa italiana contro la Juventus proprio a Torino.
Al termine della stagione 1998-1999 centra il primo titolo europeo, vincendo la Coppa delle Coppe, mentre in campionato la Lazio si piazza seconda alle spalle del Milan. Nella stagione successiva vince anche la Supercoppa europea battendo il Manchester Utd, con Marchegiani che salva il risultato su colpo di testa ravvicinato di Andy Cole. Arriva poi, oltre all'esordio in Champions League, la conquista dello scudetto del 2000. Nella stessa stagione Marchegiani conquista anche la Coppa Italia, senza però mai scendere in campo in quanto in tutti gli incontri è sempre stato schierato il suo vice Marco Ballotta.
Nell'estate 2000 i campioni d'Italia acquistano Angelo Peruzzi, e Marchegiani inizia a ricoprire il ruolo di riserva. Arricchisce il suo palmarès con la Supercoppa italiana 2000. Nelle tre stagioni vissute come vice di Peruzzi scende in campo comunque 42 volte tra campionato e coppe. Lascia la capitale nel 2003 al termine di una stagione chiusa col quarto posto in classifica (con conseguente diritto a disputare i preliminari di Champions League) e il raggiungimento della semifinale di Coppa UEFA.
Con la maglia della Lazio ha totalizzato 339 presenze, che lo rendono il portiere con più apparizioni nella storia del club capitolino, nonché il sesto giocatore in assoluto per partite disputate in maglia biancoceleste.

#### Chievo

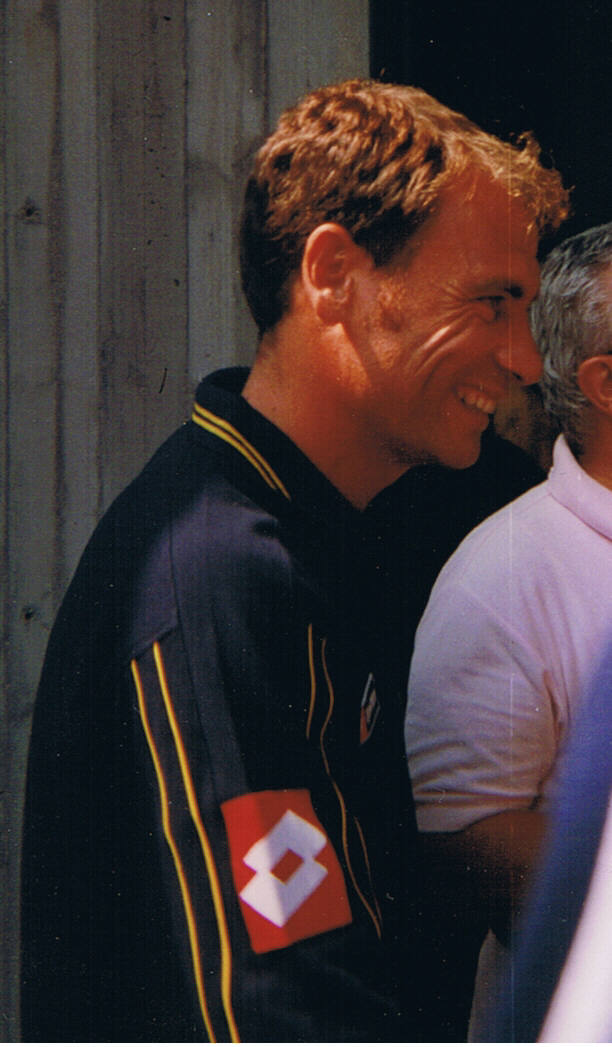
Marchegiani al Chievo nel 2003

Nell'estate del 2003 si trasferisce al Chievo per sostituire il partente Cristiano Lupatelli. Marchegiani resta due stagioni in riva all'Adige, durante le quali subisce 66 reti in totale. Si evidenzia, tra l'altro, nella stagione 2003-2004, per aver neutralizzato 5 calci di rigore, eguagliando un record – poi battuto da Samir Handanovič – che all'epoca apparteneva a Giuseppe Moro e Renato Gandolfi.
Si ritira alla fine della stagione 2004-05, dopo due stagioni fra i pali gialloblù e dopo 422 presenze totali in Serie A.

### Nazionale
Durante la sua militanza nel Torino, è convocato per la partita Italia-Norvegia (1-1) del 13 novembre 1991, senza scendere in campo. Fa il suo esordio in maglia azzurra il 6 giugno dell'anno successivo contro gli Stati Uniti, e da quel momento il commissario tecnico Arrigo Sacchi punta inizialmente su di lui come titolare, preferendolo a Walter Zenga, estromesso dal giro della nazionale, e a Gianluca Pagliuca. Tuttavia, dopo un'opaca prestazione contro la Svizzera (2-2) nella prima partita di qualificazione al campionato del mondo 1994, in cui un'uscita incerta e un errato disimpegno coi piedi provocano le due reti avversarie, Marchegiani viene scavalcato nelle gerarchie da Pagliuca, perdendo la maglia numero 1. È comunque convocato per il Mondiale come secondo portiere; nel corso della manifestazione, dopo l'espulsione e squalifica di Pagliuca nella partita contro la Norvegia, scende in campo per tre volte con ottimo rendimento, tanto da entrare in competizione col rientrante Pagliuca per il posto da titolare nelle rimanenti gare, salvo poi tornare in panchina in virtù delle gerarchie stabilite. Al termine del torneo si laurea vicecampione del mondo: l'Italia è sconfitta in finale dal Brasile ai tiri di rigore.
Al termine del Mondiale, pur essendosi distinto in positivo, trova sempre meno spazio in azzurro, disputando la sua nona e ultima partita in nazionale nel 1996, in occasione di un'amichevole contro la Bosnia ed Erzegovina. Nel 1999 riceve due convocazioni dal CT Dino Zoff, senza scendere in campo.

## Dopo il ritiro
Dal 2005 è commentatore sportivo e opinionista televisivo per Sky Sport.
Nel 2009 e 2010 Marchegiani è stato presidente di una squadra che milita nella Promozione Laziale, la S.S.D. Futbolclub.
Dall'edizione di Pro Evolution Soccer 2012 affianca Pierluigi Pardo per il commento tecnico. Da PES 2015 affianca la telecronaca di Fabio Caressa.

## Statistiche

### Presenze e reti nei club
| Stagione        | Squadra         | Campionato      | Campionato | Campionato | Coppa nazionali | Coppa nazionali | Coppa nazionali | Coppe continentali | Coppe continentali | Coppe continentali | Altre coppe | Altre coppe | Altre coppe | Totale | Totale |
| Stagione        | Squadra         | Comp            | Pres       | Reti       | Comp            | Pres            | Reti            | Comp               | Pres               | Reti               | Comp        | Pres        | Reti        | Pres   | Reti   |
| --------------- | --------------- | --------------- | ---------- | ---------- | --------------- | --------------- | --------------- | ------------------ | ------------------ | ------------------ | ----------- | ----------- | ----------- | ------ | ------ |
| 1986-1987       | Jesi            | C2              | 33         | -23        | CI-C            | ?               | ?               | -                  | -                  | -                  | -           | -           | -           | 33+    | -23+   |
| 1987-1988       | Brescia         | B               | 1          | -1         | CI              | 0               | 0               | -                  | -                  | -                  | -           | -           | -           | 1      | -1     |
| lug.-set. 1988  | Brescia         | B               | 0          | 0          | CI              | 3               | -3              | -                  | -                  | -                  | -           | -           | -           | 3      | -3     |
| Totale Brescia  | Totale Brescia  | Totale Brescia  | 1          | -1         |                 | 3               | -3              |                    | -                  | -                  |             | -           | -           | 4      | -4     |
| 1988-1989       | Torino          | A               | 17         | -22        | CI              | 0               | 0               | -                  | -                  | -                  | -           | -           | -           | 17     | -22    |
| 1989-1990       | Torino          | B               | 33         | -20        | CI              | 1               | -2              | -                  | -                  | -                  | -           | -           | -           | 34     | -22    |
| 1990-1991       | Torino          | A               | 29         | -22        | CI              | 4               | -1              | CM                 | 0                  | 0                  | -           | -           | -           | 33     | -23    |
| 1991-1992       | Torino          | A               | 33         | -19        | CI              | 6               | -5              | CU                 | 12                 | -7                 | -           | -           | -           | 51     | -31    |
| 1992-1993       | Torino          | A               | 34         | -38        | CI              | 10              | -15             | CU                 | 4                  | -3                 | -           | -           | -           | 48     | -56    |
| Totale Torino   | Totale Torino   | Totale Torino   | 146        | -121       |                 | 21              | -23             |                    | 16                 | -10                |             | -           | -           | 183    | -154   |
| 1993-1994       | Lazio           | A               | 34         | -40        | CI              | 2               | -2              | CU                 | 4                  | -2                 | -           | -           | -           | 40     | -44    |
| 1994-1995       | Lazio           | A               | 33         | -34        | CI              | 7               | -8              | CU                 | 8                  | -5                 | -           | -           | -           | 48     | -47    |
| 1995-1996       | Lazio           | A               | 26         | -26        | CI              | 2               | -1              | CU                 | 3                  | -3                 | -           | -           | -           | 31     | -30    |
| 1996-1997       | Lazio           | A               | 32         | -32        | CI              | 4               | -3              | CU                 | 4                  | -6                 | -           | -           | -           | 40     | -41    |
| 1997-1998       | Lazio           | A               | 33         | -29        | CI              | 8               | -6              | CU                 | 10                 | -5                 | -           | -           | -           | 51     | -40    |
| 1998-1999       | Lazio           | A               | 34         | -29        | CI              | 5               | -8              | CdC                | 8                  | -7                 | SI          | 1           | -1          | 48     | -45    |
| 1999-2000       | Lazio           | A               | 28         | -27        | CI              | 0               | 0               | UCL                | 10                 | -6                 | SU          | 1           | 0           | 39     | -33    |
| 2000-2001       | Lazio           | A               | 8          | -12        | CI              | 4               | -8              | UCL                | 5                  | -6                 | SI          | 0           | 0           | 17     | -26    |
| 2001-2002       | Lazio           | A               | 9          | -7         | CI              | 2               | -2              | UCL                | 0                  | 0                  | -           | -           | -           | 11     | -9     |
| 2002-2003       | Lazio           | A               | 6          | -3         | CI              | 3               | -3              | CU                 | 5                  | -4                 | -           | -           | -           | 14     | -10    |
| Totale Lazio    | Totale Lazio    | Totale Lazio    | 243        | -239       |                 | 37              | -41             |                    | 57                 | -44                |             | 2           | -1          | 339    | -325   |
| 2003-2004       | Chievo          | A               | 29         | -22        | CI              | 0               | 0               | -                  | -                  | -                  | -           | -           | -           | 29     | -22    |
| 2004-2005       | Chievo          | A               | 37         | -44        | CI              | 0               | 0               | -                  | -                  | -                  | -           | -           | -           | 37     | -44    |
| Totale Chievo   | Totale Chievo   | Totale Chievo   | 66         | -66        |                 | 0               | 0               |                    | -                  | -                  |             | -           | -           | 66     | -66    |
| Totale carriera | Totale carriera | Totale carriera | 489        | -450       |                 | 61+             | -67+            |                    | 73                 | -54+               |             | 2           | -1          | 625    | -572+  |

### Cronologia presenze e reti in nazionale
| Cronologia completa delle presenze e delle reti in nazionale ― Italia | Cronologia completa delle presenze e delle reti in nazionale ― Italia | Cronologia completa delle presenze e delle reti in nazionale ― Italia | Cronologia completa delle presenze e delle reti in nazionale ― Italia | Cronologia completa delle presenze e delle reti in nazionale ― Italia | Cronologia completa delle presenze e delle reti in nazionale ― Italia | Cronologia completa delle presenze e delle reti in nazionale ― Italia | Cronologia completa delle presenze e delle reti in nazionale ― Italia |
| Data                                                                  | Città                                                                 | In casa                                                               | Risultato                                                             | Ospiti                                                                | Competizione                                                          | Reti                                                                  | Note                                                                  |
| --------------------------------------------------------------------- | --------------------------------------------------------------------- | --------------------------------------------------------------------- | --------------------------------------------------------------------- | --------------------------------------------------------------------- | --------------------------------------------------------------------- | --------------------------------------------------------------------- | --------------------------------------------------------------------- |
| 6-6-1992                                                              | Chicago                                                               | Stati Uniti                                                           | 1 – 1                                                                 | Italia                                                                | U.S. Cup 1992                                                         | -1                                                                    |                                                                       |
| 9-9-1992                                                              | Eindhoven                                                             | Paesi Bassi                                                           | 2 – 3                                                                 | Italia                                                                | Amichevole                                                            | -2                                                                    |                                                                       |
| 14-10-1992                                                            | Cagliari                                                              | Italia                                                                | 2 – 2                                                                 | Svizzera                                                              | Qual. Mondiali 1994                                                   | -2                                                                    |                                                                       |
| 24-3-1993                                                             | Palermo                                                               | Italia                                                                | 6 – 1                                                                 | Malta                                                                 | Qual. Mondiali 1994                                                   | -                                                                     | 83’                                                                   |
| 27-5-1994                                                             | Parma                                                                 | Italia                                                                | 2 – 0                                                                 | Finlandia                                                             | Amichevole                                                            | -                                                                     |                                                                       |
| 23-6-1994                                                             | New York                                                              | Italia                                                                | 1 – 0                                                                 | Norvegia                                                              | Mondiali 1994 - 1º turno                                              | -                                                                     | 21’                                                                   |
| 28-6-1994                                                             | Washington                                                            | Italia                                                                | 1 – 1                                                                 | Messico                                                               | Mondiali 1994 - 1º turno                                              | -1                                                                    |                                                                       |
| 5-7-1994                                                              | Boston                                                                | Nigeria                                                               | 1 – 2 dts                                                             | Italia                                                                | Mondiali 1994 - Ottavi di finale                                      | -1                                                                    |                                                                       |
| 6-11-1996                                                             | Sarajevo                                                              | Bosnia ed Erzegovina                                                  | 2 – 1                                                                 | Italia                                                                | Amichevole                                                            | -                                                                     | 46’                                                                   |
| Totale                                                                |                                                                       | Presenze                                                              | 9                                                                     |                                                                       | Reti                                                                  | -7                                                                    |                                                                       |

### Record
- Portiere col maggior numero di presenze con la maglia della Lazio (339).[3]
- Portiere con la più lunga striscia di imbattibilità nella storia della Lazio (745 minuti).[2]

## Palmarès

### Club

#### Competizioni nazionali
- Campionato italiano di Serie B: 1

Torino: 1989-1990
- Coppa Italia: 3

Torino: 1992-1993
Lazio: 1997-1998, 1999-2000
- Campionato italiano: 1

Lazio: 1999-2000
- Supercoppa italiana: 2

Lazio: 1998, 2000

#### Competizioni internazionali
- Coppa Mitropa: 1

Torino: 1991
- Coppa delle Coppe: 1

Lazio: 1998-1999
- Supercoppa UEFA: 1

Lazio: 1999